# Ptasia Studnia
Ptasia Studnia, właściwie System Ptasia Studnia – jaskinia w Dolinie Miętusiej w Tatrach Zachodnich. Jest jedną z najdłuższych i najgłębszych jaskiń w Tatrach. Zajmuje siódme miejsce pod względem długości i deniwelacji w Polsce. Niektóre części jaskini są słabo zbadane i udokumentowane. Długość odkrytych dotychczas korytarzy wynosi 6283 metry, a deniwelacja 352 metry.
System Ptasia Studnia jest określeniem obejmującym 3 jaskinie poznawane niezależnie od siebie i w wyniku odkryć w pewnym momencie (w różnych latach) łączone ze sobą. Są to: Ptasia Studnia, Jaskinia nad Dachem i Jaskinia Lodowa Litworowa.
Obecnie nie jest znana rola hydrologiczna Ptasiej Studni, jednak podejrzewa się, że zasila ona Lodowe Źródło.

## Ptasia Studnia
Jest to bez porównania największa jaskinia w systemie. Wejście do niej znajduje się po zachodniej stronie Ratusza Mułowego, około 300 metrów nad dnem Wielkiej Świstówki.
Odkryta została 10.07.1960 r. przez znanego zakopiańskiego grotołaza Janusza Flacha  jako pierwsza i stanowi główny ciąg jaskini. Wyróżnia się głębokimi i obszernymi studniami, takimi jak Studnia Wlotowa czy Studnia Taty (78 m). W tej części znajduje się też obszerna Sala Dantego. Do obecnie znanego dna jaskini (Szczeliny Strzygi) prowadzi Studnia Flacha.  Znajduje się tu szczelina Zmora, która kończy się na powierzchni, w piargu u podnóży Ratusza Mułowego. W Partiach Sądeckich znajduje się obecnie największe podziemne jezioro w Tatrach – Wielki Kłamca.

## Jaskinia nad Dachem
To druga jaskinia pod względem długości. Wejście do niej znajduje się w środkowej części Ratusza Mułowego, 54 metry poniżej Jaskini Lodowej Litworowej, na wysokości 1522 metrów n.p.m.. Została odkryta dzień po Ptasiej Studni przez zespół zakopiańskich grotołazów. Zgodnie z nazwą okolica otworu wlotowego jest zalodzona. Tę część jaskini tworzy kaskadowo opadający korytarz. 
Jaskinia, o bardzo trudnym dojściu do otworu wejściowego, uznawana była za najtrudniej dostępną jaskinię Tatr. Dopiero w czerwcu 1977 r. została skartowana przez speleologów z Krakowa. Okazało się wówczas, że długość korytarzy jaskini wynosi 200 m, a deniwelacja 50 m. Przez dłuższy czas była również uważana za niezbyt atrakcyjną i mało obiecującą co do możliwości odkryć nowych korytarzy. Jednak 10 listopada 1990 r. grupa grotołazów z Sądeckiego Klubu Taternictwa jaskiniowego PTTK sforsowała na głębokości 30 m niski, ciasny korytarzyk odchodzący z dna studni P.14 i przedostała się do nieznanych dotąd partii jaskini. Jeszcze w tym samym miesiącu członkowie SKTJ odkryli łącznie 612 metrów nowych korytarzy, rozwiniętych na 111 metrach deniwelacji, znajdując jednocześnie połączenie z systemem jaskiniowym Ptasia Studnia - Lodowa Litworowa.  Długość jaskini wynosi w chwili obecnej 750 metrów.

## Jaskinia Lodowa Litworowa

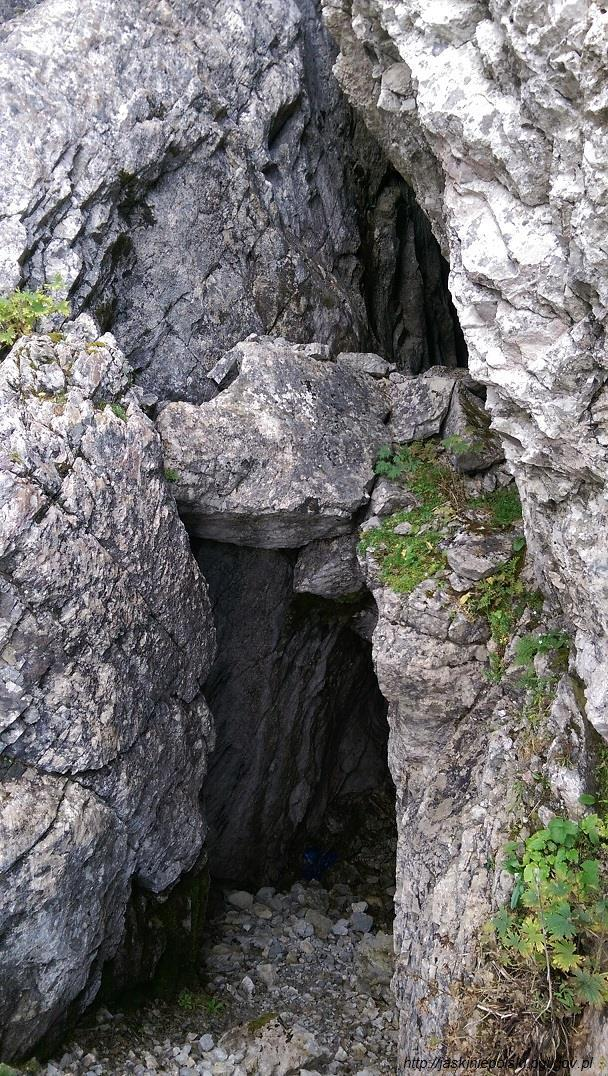
Otwór Jaskini Lodowej Litworowej

Jest najmniejszą z jaskiń systemu. Wejście do niej znajduje się we wschodniej części Ratusza Mułowego na wysokości 1576 metrów n.p.m. Jej długość wynosi w chwili obecnej 460 metrów.
Jaskinię odkryli krakowscy grotołazi 1962 roku. Składa się z niewielkich studni i ciasnych, meandrowatych korytarzy.

## .Przypisy
1. ↑  Taternictwo [online], web.archive.org, 18 czerwca 2018 [dostęp 2019-02-12] [zarchiwizowane z adresu 2018-06-18].
2. 1 2  Jaskinie Tatr [online], 23 sierpnia 2017 [dostęp 2018-10-23] [zarchiwizowane z adresu 2017-08-23].
3. 1 2 3 4 5 6  Ptasia Studnia, Polska Strona Taternictwa Jaskiniowego pod patronatem KTJ PZA [online], www.sktj.pl [dostęp 2016-02-14].
4. ↑  Zofia Radwańska-Paryska, Witold Henryk Paryski: Wielka encyklopedia tatrzańska. Poronin: Wydawnictwo Górskie, 2004, ISBN 83-7104-009-1. str. 993
5. 1 2 3 4  Jaskinie Polski, Państwowy Instytut Geologiczny – Państwowy Instytut Badawczy [online], jaskiniepolski.pgi.gov.pl [dostęp 2016-02-14].
6. ↑  Ptasia Studnia [online], www.sktj.pl [dostęp 2022-10-02].
7. ↑  Sprawozdanie z Walnego Zjazdu KiSTJ 25.09.2021 r. w Chęcinach [online], Polski Związek Alpinizmu [dostęp 2021-10-07] (pol.).
8. ↑  Wojciech W. Wiśniewski. Działalność polskich grotołazów w 1977 roku. „Wierchy. Rocznik poświęcony górom”. R. 47 (1978), s. 249-256, 1980. Centralny Ośrodek Turystyki Górskiej i Narciarskiej PTTK w Krakowie. ISSN 0137-6829. (pol.).
9. ↑  Anna Antkiewicz-Hancbach: Odkrycie w jaskini Nad Dachem [w:] "Tatry" nr 2/1991, s. 25